# 瓊斯維爾 (紐約州)
瓊斯維爾（英語：Jonesville）是位於美國紐約州薩拉托加縣的非建制地區。

## 歷史
瓊斯維爾的郵局於1819年設立，其後於1972年停運。

## 地理
瓊斯維爾所處的海拔為高於海平面98米（即322英呎），而該地所採用的時區為UTC-5，即北美东部时区（EST）。同時該地設有夏令時間，為UTC-5調快一小時，即UTC-4（EDT）。